# Garlenda
Garlenda (en ligur Garlénda) és un comune italià, situat a la regió de la Ligúria i a la província de Savona. El 2015 tenia 1.254 habitants.

## Geografia
Té una superfície de 8,03 km² i les frazioni de Castelli i Paravenna. Limita amb Andora, Casanova Lerrone, Stellanello i Villanova d'Albenga.

## Evolució demogràfica
| Gràfica d'evolució de Garlenda entre 1861 i 2011 |
|                                                  |
| Font: ISTAT                                      |